# Ґочалково
Ґочалково (пол. Goczałkowo) — село в Польщі, у гміні Неханово Гнезненського повіту Великопольського воєводства.
Населення — 73 особи (2011).
У 1975-1998 роках село належало до Познанського воєводства.

## Демографія
Демографічна структура станом на 31 березня 2011 року:
|          | Загалом | Допрацездатний вік | Працездатний вік | Постпрацездатний вік |
| -------- | ------- | ------------------ | ---------------- | -------------------- |
| Чоловіки | 35      | 8                  | 21               | 6                    |
| Жінки    | 38      | 8                  | 19               | 11                   |
| Разом    | 73      | 16                 | 40               | 17                   |